# حساسیت‌زدایی از طریق حرکت چشم و پردازش مجدد
حساسیت‌زدایی از طریق حرکت چشم و پردازش مجدد (به انگلیسی: Eye movement desensitization and reprocessing)؛ یا ای‌ام‌دی‌آر (اختصاری EMDR) یک شیوهٔ روان‌درمانی است که توسط فرانسین شاپیرو در اواخر دهه هشتاد میلادی برای کاهش استرس ناشی از آسیب‌های روانی ابداع شد. EMDR یکی از شیوه‌های درمانی اختلال اضطراب پس از سانحه است. تجارب مطالعاتی نشان داده که این روش در کمک به درمان بیمارانی که از مشکلات ناشی از تجربه‌های آسیب‌زا و خاطرات ناخوشایند، اضطراب، کابوس‌های شبانه، بی‌خوابی مزمن، تجاوز، حوادث معذب‌کننده، سوگواری و دیگر مشکلات هیجانی رنج می‌برند، مؤثر است.
کاربرد ای‌ام‌دی‌آر به‌ویژه برای بیمارانی است که در گذشته خود با اتفاقاتی درگیر شده‌اند که همچنان از یادآوری آنها رنج می‌برند و هنوز با خاطره آن‌ها کنار نیامده‌اند.

## تاریخچه
در دهه ۸۰ میلادی فرانسین شپیرو، روانشناس آمریکایی، حین مطالعات خود دربارهٔ روش‌های درمانی مشاهده کرد زمانی که خود دچار استرس می‌شود چشم‌هایش ناخودآگاه به سرعت حرکت می‌کنند. او سپس دریافت که اگر در هنگام اضطراب، کنترل حرکت چشم‌ها را به دست بگیرد و آنها را به گونه مشخصی حرکت دهد، به ناگاه از شدت اضطراب کاسته می‌شود. از روی همین دریافت ایدهٔ ای‌ام‌دی‌آر شکل گرفت. شپیرو نخست یافته‌های خود را در مجلهٔ تراماتیک استرس منتشر کرد. ای‌ام‌دی‌آر توسط انجمن روانشناسی آمریکا توصیه شده‌است.

## مراحل هشتگانه درمان ای‌ام‌دی‌آر
در این روش روانشناس گذشته و احساسات بیمار را می‌کاود و مرتباً در حین مشاوره، بیمار برای چند ثانیه با چشم‌هایش حرکت دستهای روانشناس را دنبال می‌کند.
به‌طور کلی برای ای‌ام‌دی‌آر هشت مرحله ذکر شده‌است.

### مرحلهٔ اول
بررسی توانایی بیمار برای کنارآمدن با میزان آزردگی احتمالی که ممکن است در جریان پردازش اطلاعات ناکارامد ایجاد شود.

### مرحلهٔ دوم
ایجاد یک اتحاد درمانی. توضیح فرایند ای‌ام‌دی‌آر و آثار آن. توضیح و تشریح انتظارهای درمانی. آماده‌سازی بیمار.

### مرحلهٔ سوم
شناسایی موارد اضطراب زا شامل خاطره‌ها، تصویرها و نمادهای آنها. پرسیدن باور بیمار از حادثه و احساس جسمی مرتبط باآن، جایگزینی یک باور مثبت به جای این باور با استفاده از مقیاس هفت درجهای، قراردادن تصویر حادثه و باور منفی در کنار هم و درجه‌بندی سطح برآشفتگی بیمار روی مقیاس ده نمره‌ای میزان برآشفتگی

### مرحلهٔ چهارم
تمرکز روی باور منفی درمانجو و به چپ و راست حرکت دادن سریع و همزمان انگشتان درمانگر در مقابل او. درخواست از بیمار برای تعقیب حرکت انگشتان، تکرار این کار تا اینکه سطح برآشفتگی بیمار به یک یا صفر کاهش پیدا کند.

### مرحلهٔ پنجم
بازسازی شناختی، قوت بخشیدن به باور مثبت بیمار جهت جایگزینی به جای باور منفی.

### مرحلهٔ ششم
درخواست از درمانجو جهت الحاق و نگهداری همزمان واقعهٔ هدف و شناخت وارهٔ مثبت و بررسی تنش عضلانی.

### مرحلهٔ هفتم
در خواست از بیمار برای بیان تصویر برآشفته کننده، افکار یا عواطف تجربه شده توسط بیمار در طول درمان. درخواست از درمانجو جهت یادداشت اتفاقات تجربه شده در فرایند درمان در قالب افکار، شرایط، رؤیاها، خاطرات و سایر مسائل دردفترچهٔ یادداشت.

### مرحلهٔ هشتم
ارزیابی هدف‌های قبلاً پردازش شده.

## اثربخشی ای‌ام‌دی‌آر
مرور نظام مندی که در سال ۲۰۰۹ توسط بنیاد همیاری کاکرین (Cochrane library) انجام شده‌است نشان داده که ای‌ام‌دی‌آر اثربخشی بیشتری از فهرست انتظار دارد و می‌تواند به اندازه رواندرمانی شناختی-رفتاری متمرکز بر سانحه یا مدیریت استرس مؤثر باشد.
به نقل از جعبه ابزار ذهنی طبق تحقیق‌ها مؤسسه EMDR, در بیش از ۳۰ تحقیق و پژوهش کنترل شده در زمینهٔ درمان EMDR، نتیجه نشان دهندهٔ مؤثر بودن این درمان بوده‌است.
در برخی از این آزمایش‌ها، حدود ۹۰ درصد از کسانی که دچار PTSD بودند، پس از فقط سه جلسه EMDR تراپی، دیگر هیچ علائم PTSD در آنها مشاهده نشد.
در دیگر آزمایش‌ها این مؤسسه، برای اکثر شرکت کنندگان بعد از حدود ۶ الی ۱۲ جلسه، تأثیرات و نتایج بسیار مثبتی از درمان EMDR نشان داده شد.
اکنون موسسه‌های معتبری نظیر WHO و APA و دپارتمان آسیب دیدگان جنگی، این روش درمانی یعنی EMDR را به عنوان یک گزینه مناسب برای درمان PTSD معرفی کرده‌اند.
در تحقیقی دیگر در سال ۲۰۱۴، که بین ۲۴ آزمایش کنترل شده تصادفی انجام شد که در آن‌ها از درمان EMDR برای بهبود تروما استفاده می‌شد، نتایج نشان دهندهٔ این بود که روش درمانی EMDR تراپی، برای بهبود تروما حتی از روش CBT نیز مؤثر تر بوده‌است.
تحقیق‌ها همچنین نشان می‌دهند که نتایج استفاده از این روش درمانی کوتاه مدت نبوده و در طول زمان نیز پابرجا خواهد بود. نویسندگان یک تحقیق در سال 2015 گزارش دادند که افرادی که از روش درمانی EMDR برای بهبود افسردگی استفاده کرده بودند نسبت به کسانی که روش‌های درمانی دیگری داشتند در یک سال بعد از درمان، علائم کمتری از عود یا بازگشت مشکل افسردگی تجربه کردند.
البته، هنوز تحقیق‌های گسترده و با جامعه آماری بسیار زیاد در زمینهٔ این روش درمانی صورت نگرفته‌است، اما همین تحقیق‌ها با جامعه آماری کوچکتر، نتایج مثبتی را گزارش داده‌اند.

## اثرات جانبی EMDR تراپی
روانپزشکان و روانشناسان، روش درمانی EMDR را یک روش درمانی کم خطر می‌دانند. این روش درمانی عوارض جانبی بسیار کمتری نسبت به درمان دارویی برای مشکلاتی مثل افسردگی یا علائم تروما دارد.
همچنین برخلاف روش‌های درمانی دارویی، در این روش، حتی پس از پایان دوره درمان، اثرات و بهبودی‌های آن پایدار خواهد ماند.
با این وجود، EMDR و دیگر اشکال روان درمانی ممکن است عوارض جانبی زیر را برای شخص ایجاد کنند. عوارضی مثل:
- افزایش خاطرات پریشان
- احساسات شدید و ناخوشایند در طول جلسات درمانی
- رویاهای واضح
- خاطرات آسیب زای جدید

این عوارض جانبی، البته با ادامه درمان معمولاً برطرف می‌شود. البته اگر این علائم را تجربه کردید، بهتر است به درمانگر خود بگویید تا در جلسات آینده روی آن‌ها کار کند.